# Joaquín Oncina Lozano
Joaquín Oncina Lozano (Elche, 7 de mayo de 1939 - Elche, 2022) es un director de coros y maestro de capilla español.

## Vida
Joaquín Oncina Lozano nació el 7 de mayo de 1939 en Elche, en la provincia de Alicante. Desde muy joven formó parte de la Banda Municipal de Elche, componiendo una pieza dedicada a su madre. Su formación musical fue en el Conservatorio de Murcia con Manuel Massotti Littel y posteriormente en el Instituto Oscar Esplá de Alicante con Óscar Esplá y José Peris.
Su principal actividad profesional ha sido la dirección de coros. Entre ellos, ha sido maestro de la capilla del Misterio de Elche entre 1965 y 1975, y de nuevo de 1990 y 1992. Los maestros de capilla de la basílica de Santa María de Elche solo se encargaban del Misterio desde 1835, fecha en la que se disolvió la capilla de música. En 1992 dirigió el Misterio en la Exposición Universal de Sevilla. También dirigiría la Coral Ilicitana entre 1978 y 1983, desde 1986 el Coro Rabinos de Crevillente y la Coral Ilicitana de nuevo desde 1990. También dirigió la Coral Casa Vella.
También ha estado muy activo en la dirección de zarzuelas en Elche. Representó diversas zarzuelas con la Masa Coral de Acción Católica de Elche, de la que era director, y con el Cuadro Escénico de Acción Católica, una de ellas protagonizada por Alfredo Chazarra. También colaboró como director de coro con la representación de zarzuelas en otras localidades de la provincia de Alicante, como Villena, Monóvar o Sax.
A partir de la década de 1960 se interesó por la enseñanza de la música siguiendo el método Orff. Participó en varios cursos en Santander, Pamplona y otras ciudades, culminando su formación con el curso musical Orff-Schulwerk en Granada. Fue alumno suyo Jesús Pedrajas Regalón.
Joaquín Oncina Lozano falleció en 2022 y en ese mismo año la capilla y la escolanía del Misterio de Elche realizó un concierto su memoria.

## Obra
Oncina compuso algunas obras tras la finalización de sus estudios musicales en Alicante, pero dejó la composición a favor de la dirección de coros.